# Kecamatan Ketahun
Kecamatan Ketahun är ett distrikt i Indonesien.   Det ligger i provinsen Bengkulu, i den västra delen av landet, 700 km nordväst om huvudstaden Jakarta.